# Lisa Weiß
Lisa Weiß (Düsseldorf, 29 ottobre 1987) è un'ex calciatrice tedesca, di ruolo portiere.

## Carriera

### Club

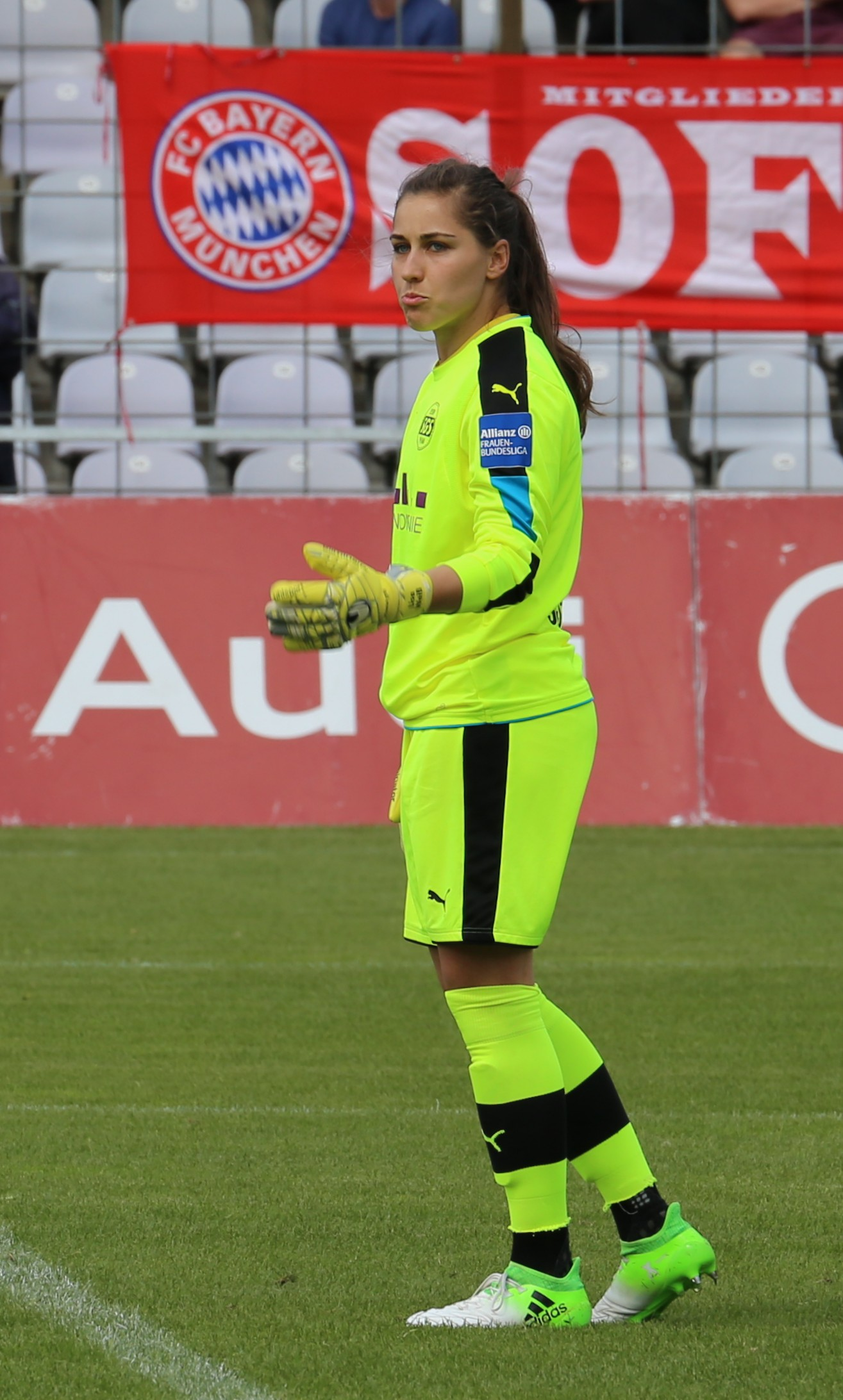
Weiß durante la partita di Frauen-Bundesliga 2016-2017 Bayern Monaco SGS Essen del 21 maggio 2017.

Lisa Weiß si avvicina al gioco del calcio fin da giovanissima, decidendo di tesserarsi con il Lohausen, società con la quale gioca, inizialmente nelle giovanili miste per poi passare, nella stagione 2005-2006 nella sezione femminile della squadra.
Nell'estate 2006 si trasferisce al 2001 Duisburg, squadra di vertice iscritta alla Frauen-Bundesliga dove, pur non avendo l'occasione di scendere in campo, condivide il raggiungimento del secondo posto in campionato e della finale in DFB-Pokal der Frauen.
Durante il calciomercato estivo formalizza il suo passaggio all'SGS Essen per giocare con la nuova società dalla stagione entrante e nella quale, il 7 ottobre 2007, alla terza giornata di campionato, fa il suo debutto in Frauen-Bundesliga, nella partita pareggiata 1-1 con il Turbine Potsdam. Il sodalizio con la società di Essen dura per le stagioni a seguire, superando le 100 partite in campionato nel corso della stagione di Frauen-Bundesliga 2013-2014, contribuendo a far raggiungere alla squadra un'agevole salvezza, miglior risultato il quinto posto raggiunto nelle stagioni 2014-2015 e 2015-2016, e la finale dell'edizione 2013-2014 della DFB-Pokal der Frauen, la Coppa di lega femminile della Germania, persa per 3-0 contro le avversarie dell'1. FFC Francoforte.
Dopo 11 stagioni consecutive tra le file dell'SGS Essen si è trasferita in Francia all'Olympique Lione.
Nell'agosto 2021, dopo aver giocato per una stagione all'Aston Villa, è tornata in Germania per giocare al Wolfsburg.

### Nazionale
Weiß inizia ad essere convocata dalla federazione calcistica della Germania (Deutscher Fußball-Bund - DFB) dal 2008, chiamata a rappresentare il proprio paese nelle nazionali giovanili con la formazione Under-23, dove fino al 2010 viene impiegata in sei incontri, non esistendo alcun torneo ufficiale dedicato a tale categoria, tutti in amichevole. Fa il suo debutto il 22 maggio 2008, nella partita persa con le pari età degli Stati Uniti.
Nel 2009 viene selezionata dal ct Silvia Neid come terzo portiere nella nazionale maggiore impegnata nella fase finale del campionato europeo di Finlandia 2009. Pur non venendo mai impiegata durante il torneo festeggia con le compagne la conquista del settimo titolo continentale per la Germania.
In seguito Neid la convoca saltuariamente durante le qualificazioni all'Europeo di Svezia 2013, continuando a non essere impiegata nel torneo. Fa il suo debutto il 17 febbraio 2010 quando, nella partita amichevole vinta 3-0 sulla Corea del Nord, al 19' deve rilevare l'infortunata Nadine Angerer partita titolare, tuttavia rimarrà l'unica volta che scende in campo sotto la guida di Neid.
Per tornare a vestire la maglia della Germania deve attendere il 2016 quando Steffi Jones, fresca dell'avvicendamento alla panchina della nazionale, la inserisce in rosa nell'incontro del 16 settembre valido per le qualificazioni al campionato europeo dei Paesi Bassi 2017 dove all'Arena Chimki di Chimki la Germania supera per 4-0 la Russia. In seguito Jones la impiega nuovamente sia nel torneo UEFA che in amichevoli, convocandola all'edizione 2017 della SheBelieves Cup e inserendola nella lista delle 23 giocatrici impegnate nella fase finale dell'Europeo dei Paesi Bassi 2017 emessa il 30 giugno 2017.

## Palmarès

### Club

#### Competizioni nazionali
- Campionato francese: 2

Olympique Lione: 2018-2019, 2019-2020
- Campionato tedesco: 1

Wolfsburg: 2021-2022
- Coppa di Francia: 1

Olympique Lione: 2018-2019
- Coppa di Germania: 1

Wolfsburg: 2021-2022
- Trophée des Championnes: 1

Olympique Lione: 2019

#### Competizioni internazionali
- UEFA Women's Champions League: 1

Olympique Lione: 2018-2019

### Nazionale
- Campionato europeo femminile di calcio: 1

Campione: 2013